# Gumiel de Izán
Gumiel de Izán è un comune spagnolo di 545 abitanti situato nella comunità autonoma di Castiglia e León.